# Punctoterebra polygyrata
Punctoterebra polygyrata é uma espécie de gastrópode do gênero Punctoterebra, pertencente a família Terebridae.